# Мухтари, Мухаммад
Мухаммад Али Мухтари Хасанабад (род. 4 июля 1990) — иранский игрок в пляжный футбол. Выступает за сборную Ирана. Участник пяти чемпионатов мира.

## Биография
На чемпионате мира по пляжному футболу в составе сборной Ирана впервые выступил в 2011 году в Равенне. Впоследствии играл на мундиалях 2013, 2015, 2017, 2024 годов. На турнире 2024 года забил 7 голов и получил «бронзовую бутсу» как третий бомбардир чемпионата мира.
На клубом уровне защищал цвета иранского «Могхавемат Гользапуш» и турецкого «Омерогуллары Эрджишспор».
По итогам 2023 года был включён в число 100 лучших игроков в пляжный футбол по версии Всемирной организации пляжного футбола.

## Достижения
Сборная Ирана
- Бронзовый призёр чемпионата мира: 2017, 2024
- Победитель Кубка Азии: 2013, 2017, 2023[4][5][6]
- Бронзовый призёр Кубка Азии: 2015[7]
- Бронзовый призёр Всемирных пляжных игр: 2019
- Победитель Пляжных Азиатских игр: 2012, 2014
- Победитель Кубка Персии: 2017[8]
- Победитель Межконтинентального кубка: 2013, 2018, 2019, 2022
- Финалист Кубка Наций: 2023

На клубном уровне
- Победитель Кубка Евразии: 2017 (Могхавемат Гользапу)[9]
- Чемпион Турции: 2023 (Омерогуллары Эрджишспор)

Индивидуальные
- Бронзовая бутса чемпионата мира: 2024
- Лучший игрок Кубка Азии: 2017
- Лучший бомбардир Кубка Азии: 2017[10]
- Лучший бомбардир чемпионата Турции: 2023